# Пријатељи, браћо, кумови
Пријатељи, браћо, кумови је трећи студијски албум Марка Булата који је објављен 2003. године. Албум је издала издавачка кућа Lucky sound.